# Billy the Kid

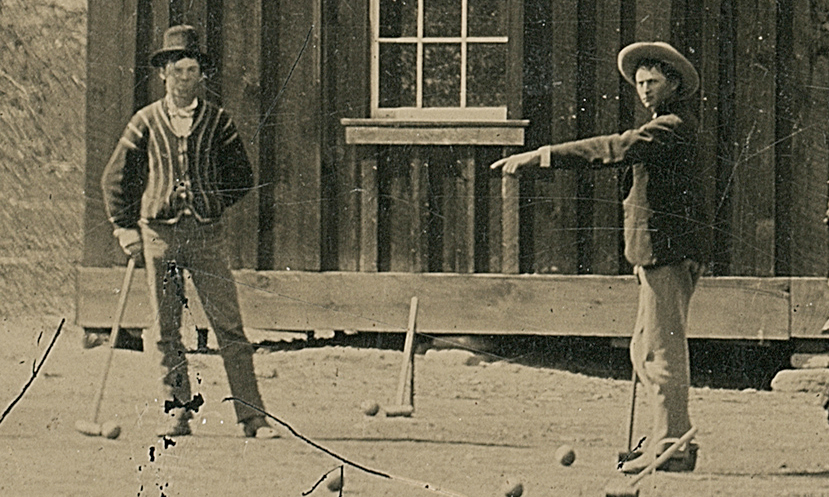
Billy the Kid (links) speelt croquet in New Mexico in 1878

William Henry McCarty, alias William H. Bonney, alias Kid Antrim, alias Billy the Kid (New York, 23 november 1859 – Fort Sumner (New Mexico), 14 juli 1881) was een crimineel uit het Amerikaanse Wilde Westen. Samen met onder anderen Jesse James, Calamity Jane en Butch Cassidy is hij uitgegroeid tot een van de meest legendarische revolverhelden uit het Wilde Westen.
Volgens de overlevering vermoordde hij 21 mensen alvorens hij in 1881 op 21-jarige leeftijd zelf werd doodgeschoten door sheriff Pat Garrett. Zijn eerste moord zou The Kid gepleegd hebben toen hij twaalf jaar oud was.
Overigens zijn maar vier van deze moorden daadwerkelijk bewezen; Frank Cahill schoot hij in de maag uit zelfverdediging naar aanleiding van pesterijen, Joe Grant werd in een saloon door The Kid in zijn kin geschoten nadat Grant probeerde hem te slim af te zijn, en hulpsheriffs James W. Bell en Bob Ollinger werden doodgeschoten tijdens een ontsnapping uit de gevangenis van Lincoln. The Kid was ook betrokken bij de moord op sheriff William Brady en deputy George Hindman, die hij samen met vijf anderen uit een hinderlaag neerschoot. Voor alle andere moorden die aan The Kid toegeschreven worden, is zijn betrokkenheid nooit onomstotelijk vastgesteld, al is het zeer waarschijnlijk dat hij erbij betrokken was.
Billy the Kid was tijdens zijn leven al een legende en de kranten schreven met regelmaat over zijn daden. In 1881 kreeg hij grote bekendheid nadat gouverneur Lew Wallace een prijs op zijn hoofd zette. Naast zijn moordlustige reputatie was hij ook befaamd om zijn koelbloedigheid in penibele situaties en zijn ontsnappingen uit gevangenissen.

## Biografie
Billy the Kid is vermoedelijk geboren in New York als zoon van Ierse immigranten. Zijn moeder was Catherine McCarty en wie zijn biologische vader was is tot op de dag van vandaag onderwerp van discussie.
Nadat zijn moeder in 1874 aan tuberculose overleed moest The Kid het alleen zien te redden. Vanwege geldgebrek en gebrek aan aandacht van zijn stiefvader begon hij aan zijn criminele carrière. Hij kwam in contact met George Schaefer, alias Sombrero Jack, een dief en een gokker die waarschijnlijk een negatieve invloed had op de jonge Billy. In 1875 werd hij voor het eerst gearresteerd omdat hij gestolen kleding en wapens in zijn bezit had. Hij wist via de schoorsteen uit de gevangenis te ontsnappen en vanaf dat moment leefde hij constant op de vlucht. Hij werkte daarna samen met veedief John Mackie en samen stalen zij zadels en paarden, voornamelijk van het leger. Uiteindelijk werden ze gearresteerd maar Billy the Kid wist ook deze keer te ontsnappen.
Zijn eerste moord pleegde The Kid op 18 augustus 1877. Na vele pesterijen en beledigingen brak een gevecht uit tussen The Kid en Frank Cahill. Nadat Cahill de jongen op de grond had gegooid en bovenop hem was gaan zitten, wist The Kid zijn pistool te pakken. Vervolgens schoot hij Cahill in de maag.
Daarna leidde The Kid als voortvluchtige een crimineel bestaan en verdiende zijn geld voornamelijk als gokker en veedief, totdat hij ging werken op de ranch van de Engelse veehandelaar John Tunstall. Tunstall leerde The Kid veel over de filosofische kant van het leven en The Kid bewonderde Tunstall om zijn wijsheid. Tunstall was echter een last in de ogen van enkele plaatselijke rijkelui, die het op zijn land en handel hadden voorzien.
Nadat Tunstall was vermoord zwoer The Kid wraak. Samen met een groep "regulators" begon hij een vergeldingsactie. Eerst vermoordden ze Bill Morton, Frank Baker en William McCloskey, daarna schoten ze vanuit een hinderlaag Sheriff William Brady en George Hindman neer. In korte tijd richtte hij een slagveld aan in New Mexico (ook wel bekend als de Lincoln County War) en vormde hij een beruchte posse, met onder andere Doc Scurlock, Dick Brewer, Dave Rudabaugh en zijn trouwe vrienden Charlie Bowdre en Tom O'Folliard (die beiden naast hem zijn begraven).

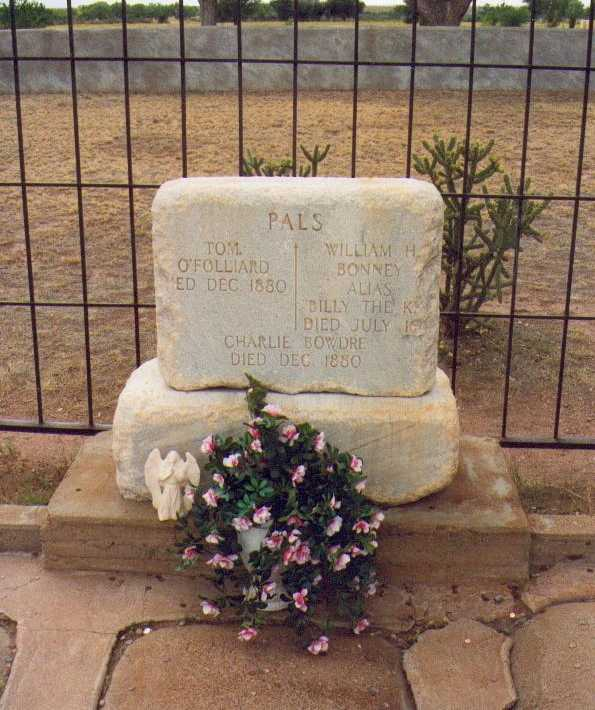
Graf van The Kid

Wegens de moord op sheriff William Brady (die een groot aandeel zou hebben gehad in de moord op John Tunstall) en George Hindman werd Billy the Kid op 15 april 1881 door de rechtbank in La Mesilla veroordeeld tot de dood door ophanging. Zijn advocaat was kolonel A.J. Fountain, die de New Mexico militia had opgericht. Verschillende brieven van The Kid aan gouverneur Lew Wallace (de schrijver van Ben-Hur) mochten niet baten, hoewel Wallace amnestie beloofd had.
Billy the Kid ontsnapte op 28 april 1881 uit de gevangenis van Lincoln en doodde daarbij zijn twee bewakers: Bob Ollinger en James W. Bell. Tijdens afwezigheid van Ollinger wist The Kid Bell te overmeesteren en daarna dood te schieten, vervolgens schoot hij vanuit het raam Ollinger dood die gealarmeerd door de schoten kwam aangerend. Hoe hij aan het wapen kwam om Bell te kunnen overmeesteren is tot op de dag van vandaag onderwerp van discussie. Sommigen denken dat het wapen door vrienden was binnengesmokkeld, anderen denken dat hij Bell diens eigen wapen heeft kunnen ontfutselen.
Hierna werd er jacht op The Kid gemaakt door Pat Garrett (een oude vriend van The Kid en zijn moeder), de sheriff van Lincoln County, en twee hulpsheriffs. In de nacht van 14 juli 1881 werd hij door Garrett in een donkere kamer doodgeschoten. The Kid kwam de kamer van Pete Maxwell binnenlopen en sprak de legendarische laatste woorden: "¿quién es?....¿quién es?" (wie is daar?). Garrett, die in het donker naast Maxwells bed zat, schoot hem recht door het hart.
Ondanks zijn gewelddadige levensloop en reputatie was The Kid geliefd onder de plaatselijke Spaanstalige bevolking, die volgens gouverneur Wallace serenades brachten bij de gevangenis als hij weer eens vast zat. Hij was waarschijnlijk tweehandig, sprak vloeiend Spaans, kon goed dansen en was naar verluidt een knappe verschijning. Billy the Kid ligt begraven in Fort Sumner (New Mexico).

## Film
Billy the Kid spreekt zo tot de verbeelding dat een lange reeks films over hem is gemaakt. Met de waarheid wordt daarin doorgaans een loopje genomen. De kille moordenaar wordt vaak neergezet als een held of slachtoffer van de omgeving. Een selectie:
- Billy the Kid met Tefft Johnson als Billy the Kid (1911)
- Billy the Kid met Johnny Mack Brown (1930)
- Billy the Kid met Robert Taylor (1941)
- The kid from Texas met Audie Murphy en Gale Storm (1950)
- The Left Handed Gun met Paul Newman (1958)
- Chisum met John Wayne (1970)
- Pat Garrett and Billy the Kid met Kris Kristofferson (1973)
- Young Guns met Emilio Estevez (1988, met een vervolg uit 1990)
- Billy the Kid met Val Kilmer (1989)
- Old Henry met Tim Blake Nelson (2021)

## Muziek
- Aaron Copland schreef een ballet Billy the Kid.
- Ry Cooder nam de traditional Billy the Kid op, op het album Into The Purple Valley, met zijn eigen melodie en instrumentatie. Het nummer is ook terug te vinden op Ry Cooder Classics Volume II.
- Billy Joel heeft een song The Ballad of Billy the Kid opgenomen op zijn album Piano Man (1973).
- Marty Robbins had een nummer Billy the Kid op zijn album Gunfighter Ballads and Trail Songs.
- Jon Bon Jovi brengt in 1990 het nummer Blaze of Glory uit voor de film Young Guns II waarin hij zingt vanuit de persoon Billy the Kid; "I'm a devil on the run, A six gun lover, A candle in the wind"
- Tom Petty bracht in 1999 het nummer Billy The Kid uit, samen met The Heartbreakers. Het nummer staat op het album Echo (1999).
- Bob Dylan nam de soundtrack op van de film Pat Garrett and Billy the Kid met de o.a. de song Knocking' on Heavens Door (1973)

## Trivia
Het wapen waarmee sheriff Pat Garrett Billy the Kid doodschoot is in 2021 voor een recordbedrag van meer dan 6,03 miljoen dollar (ruim 5,11 miljoen euro) door het veilinghuis Bonhams geveild. De koper is onbekend.